# ヴァルビツァ
ヴァルビツァ（ブルガリア語: Върбица, Varbitsa または Vǎrbica, [vɐrˈbit͡sɐ]）は、ブルガリア東部のシュメン州にある町。州の南西部に位置する、同名のヴァルビツァ市の行政の中心地である。人口は3,585人（2009年12月）。町名は「小さなヤナギ」を意味する。
ドナウ平原の南東部、バルカン山脈東部の裾野のゲリラ川両岸に位置する。古代にはトラキア人やローマ人が定住していたが、中世初期にスラヴ人とブルガール人が到来した。第一次ブルガリア帝国の初代指導者であるアスパルフは7世紀、ヴァルビツァ峠を守るため、この地域にシヴェーリア族を入植させたと考えられている。ヴァルビツァ峠は811年、ブルガリア帝国軍が東ローマ帝国のニケフォロス1世を敗死させたプリスカの戦いの舞台となった。

## ヴァルビツァ市
ヴァルビツァ市は、下記の16地区からなる。
- ボジュロヴォ (Bozhurovo)
- ビャラ・レカ (Byala Reka)
- チェルノーコヴォ (Chernookovo)
- イヴァノヴォ (Ivanovo)
- コネヴォ (Konevo)
- クライゴルツィ (Kraygortsi)
- キョルメン (Kyolmen)
- ロヴェツ (Lovets)
- マロミル (Malomir)
- メンギシェヴォ (Mengishevo)
- メトディエヴォ (Metodievo)
- ノヴァ・ビャラ・レカ (Nova Byala Reka)
- スタニャンツィ (Stanyantsi)
- スシナ (Sushina)
- トゥショヴィツァ (Tushovitsa)
- ヴァルビツァ (Varbitsa)